# Hymna Faerských ostrovů
Hymna Faerských ostrovů je píseň Tú alfagra land mítt, oficiálně nazývána Mítt alfagra land (česky Ty, moje nejkrásnější země). Byla složena roku 1906 a jejími tvůrci byli Símun av Skarði (1872–1942), který složil slova a Peter Alberg (1885–1940), který složil melodii.

## Text hymny
| Faersky Tú alfagra land mítt, mín dýrasta ogn! á vetri so randhvítt, á sumri við logn, tú tekur meg at tær so tætt í tín favn. Tit oyggjar so mætar, Guð signi tað navn, sum menn tykkum góvu, tá teir tykkum sóu. Ja, Guð signi Føroyar, mítt land! Hin roðin, sum skínur á sumri í líð, hin ódnin, sum týnir mangt lív vetrartíð, og myrkrið, sum fjalir mær bjartasta mál, og ljósið, sum spælir mær sigur í sál: alt streingir, ið tóna, sum vága og vóna, at eg verji Føroyar, mítt land. Eg nígi tí niður í bøn til tín, Guð: Hin heilagi friður mær falli í lut! Lat sál mína tváa sær í tíni dýrd! So torir hon vága - av Gudi væl skírd - at bera tað merkið, sum eyðkennir verkið, ið varðveitir Føroyar, mítt land! | Česky Moje země, oh nejkrásnější, poklad můj nejdražší! Ty přitáhlá ke mně(Ty blízká mi), obejímajíc mě vřele; utichlá v létě, v zimě sněhem pokryta. velkolepé ostrovy, po milovaném bohu pojmenovány. To jméno, které ti dal ten, který tě první objevil, Oh, Bůh Ti žehnej, Faery země moje. Jasný záblesk, který v létě ozařuje naše kopce - vrcholky tak krásné; divoké bouře, které muže v zimě dovádí k zoufalství; oh život beroucí bouře, oh duší dobyvatelé, vše tvoří sladkou hudbu, která vše spojuje. všichni doufající a věřící jsou naší inspirací, bránit Tebe, ó Faerská vlasti . A proto poklekám před Tebou, Bože, k modlitbě, dopřej mi mír a ušetř mě ztrát a trápení, moje očištěná duše; ve slávě; tě žádám o požehnání, když pozdvihnu svůj prapor a budu riskovat za Tebe. znamení mého úkolu, bude zářit ve výšinách, Střežit Tebe, ó Faerská vlasti. |